# ألكسندر فان دير بيلين
ألكسندر فان دير بيلين  (بالألمانية: Alexander Van der Bellen)‏(ولد في 18 يناير 1944 في فيينا)، عالم اقتصادٍ ورجل دولة نمساوي. ورئيس النمسا الثاني عشر المنتخب، وتولى سلطاته الدستورية في 26 يناير 2017، وأعيد انتخابه لدورة رئاسية ثانية في انتخابات 9 أكتوبر 2022 الرئاسية التي فاز فيها بأغلبية 65.69% من الأصوات في الجولة الأولى.
ينحدر فان دير بيلين من عائلة من برجوازيةٍ روسية، درس الاقتصاد في جامعة فيينا التي تخرج منها بدرجة الدكتوراه. وأصبح فيما بعد أستاذَ اقتصادٍ لمدة عشرين سنة.
انضم في البداية إلى الحزب الديمقراطي الاجتماعي، وبعد ذلك إلى حزب الخُضْر. انتخب نائبًا اتحاديًا في عام 1994، وعيّن في عام 1997متحدثاً اتحادياً باسم حزب الخضر ورئيس المجموعة البرلمانية بعد عامين. تخلى في عام 2008 عن كل المسؤوليات. في 2012، دخل مجلس ولاية فيينا عضوًا مناوبًا لمدة ثلاث سنوات.
في 2016، رشّح نفسه للانتخابات الرئاسية كمرشح مستقل بدعم من الخضر. احتل المركز الثاني في الجولة الأولى بفارق كبير عن القومي نوربرت هوفر، وفاز بها بفارق ضئيل في الجولة الثانية بعد شهر، متقدما على هوفر بواحدٍ وثلاثينَ ألفَ صوتٍ. وأصبح فان دير بيلين أول رئيس اتحادي عن حزب الخُضْر في النمسا.

## وجهات النظر السياسية
في عام 2001، ذكر فان دير بيلين أنه تحول من «متغطرس ضد الرأسمالية» إلى «يساري ليبرالي واسع الأفق» خلال حياته السياسية. في سيرته الذاتية عام 2015، وصف نفسه بأنه ليبرالي متمركز في الوسطية السياسية مع التقليل من شأن وصفه لنفسه في وقت سابق كيساري ليبرالي، وقال أنه كان متأثرا بالتقاليد الأنجلوسكسونية الليبرالية، وخاصة جون ستيوارت ميل. يدعم بيلين بقوة الاتحاد الأوروبي وهو من دعاة الفيدرالية الأوروبية. خلال الانتخابات الرئاسية عام 2016، ناشد الوسطية السياسية واستخدم شعار "Unser Präsident der Mitte" (رئيسنا الوسطي) في حملته الانتخابية.
جادل فان دير بيلين بأن أوروبا يجب أن تعمل على قبول اللاجئين الذين فروا إلى أوروبا من مناطق الحرب في سوريا وأماكن أخرى، وقد ذكر في كثير من الأحيان خلفيته الشخصية كابن للاجئين في المناقشات. وقد عارض قرار الحكومة لفرض قيود على عدد طالبي اللجوء المقبولين في النمسا.
علق فان دير بيلين أنه بسبب الإسلاموفوبيا المتنامية والتحيز ضد المرأة التي ترتدي الحجاب، أنه يتنبأ بيوم يطلب فيه من النساء غير المسلمات ارتداء الحجاب كعلامة على التضامن مع المرأة التي تلبسه على أسس دينية. انتقد البعض هذه التصريحات على نطاق واسع، وخاصة اليمينيين سياسيا.
انتقد فان دير بيلين الرئيس الأمريكي دونالد ترامب. وقد رأى أن الانسحاب البريطاني من الاتحاد الأوروبي يضر اقتصادات كل من المملكة المتحدة وأوروبا. بيلين هو ضد الاعتراف بضم روسيا لشبه جزيرة القرم. وذكر أن السفارة النمساوية في إسرائيل يجب أن تبقى في تل أبيب.
انتقد فان دير بيلين الرئيس التركي رجب طيب أردوغان وأنصاره بعد احتجاجات موالية لأردوغان من قبل الأتراك في النمسا قائلا: «في النمسا هناك حرية التظاهر طالما أنها سلمية. [...] جميع من يقبل حق التظاهر، يجب أن يرى أن نفس الحقوق مثل حرية التعبير، وحرية الصحافة المستقلة والعدالة وحرية التظاهر هي غير متوفرة في تركيا بسبب الرئيس أردوغان».

## روابط خارجية
- ألكسندر فان دير بيلين على موقع IMDb (الإنجليزية)
- ألكسندر فان دير بيلين على موقع مونزينجر (الألمانية)
- ألكسندر فان دير بيلين على موقع قاعدة بيانات الفيلم (الإنجليزية)